# Костёл Иоакима и Анны
Костёл святых Иоакима и Анны  (укр. Костел Святих Йоакима і Анни) — римско-католическая приходская церковь во Владимире-Волынском (Украина).

## История
Построенный в 1752 году в стиле барокко епископом Адамом Война-Оранским, который ранее был местным настоятелем. Костёл был возведён на месте предыдущего деревянного храма, заложенного княжной Анной Збаражской в 1554 году. С 1751 года о костеле заботились капуцины, которые через год построили каменный храм. Костёл несколько раз уничтожали пожары, восстановлен в середине XVIII века в стиле виленского барокко. По легенде, в 1794 г. в монастыре капуцинов были спрятаны драгоценности казны разделённой Речи Посполитой. В 1832 году в контексте антипольских реформ российского правительства монастырь был ликвидирован. Храм в середине XIX века реставрировали, а на месте разрушенного монастыря местный дворянин построил дом. После Второй мировой войны костел был действующим до 1958 года, после чего в нём разместили кофейню и концертный зал. Тогда же был разобран забор и колокольня. Костёл был возвращён верующим в 1992 году.

## Архитектура
Костел представляет собой трехнефную базилику, построенную в виде прямоугольника, с прямоугольным пресвитерием, двумя ризницами и небольшим нартексом. Фасад храма фланкируют две трёхъярусные башни, объединенные треугольным фронтоном. Слева от нартекса в стену вмурована каменная памятная доска 1561 года с барельефом благодетеля костёла Подгороденского в рыцарских доспехах. Вероятно она происходит из предыдущего костёла. Наиболее ценным элементом интерьера является барочный главный алтарь. Под костелом — подвальные помещения с полуциркульными сводами.